# Helter Skelter (пісня)
«Helter Skelter» (укр. Розгардіяш) — пісня The Beatles з подвійного альбому The Beatles. Це одна з небагатьох пісень групи в жанрі хард-рок, і вважається одним з перших зразків прото-метала.

## Історія створення
До 1968 році ще недавно безтурботні настрої всередині The Beatles стали змінюватися. Успіх альбому Sgt.Pepper's Lonely Hearts Club Band був затьмарений смертю менеджера групи Браяна Епштейна від передозування снодійного в серпні 1967 року. Пол Маккартні став поступово віддалятися від інших учасників групи, які дедалі більше (за словами Леннона) відчували себе його «акомпануючою групою». У надії скинути напругу Маккартні ранньою весною 1968 року вирушив на свою ферму в віддаленому куточку Шотландії. Саме тут на очі йому попалося інтерв'ю Піта Таунсенда, в якому той називав щойно записану (і видану синглом) пісню «I Can See For Miles» «найгучнішою, грубою, брудною і безкомпромісною» у творчості The Who.
|                  | Одного-єдиного абзацу виявилося досить, щоб підштовхнути мене до цього кроку. Я сів і за один присід написав «Helter Skelter», вирішивши, що вона буде найгучнішою, найгрубшою і найбруднішою в історії The Beatles ... Мені захотілося створити щось антисоціальне; щось таке, чого ми ніколи раніше не робили. «Карусель» в тексті я використовував як метафору для опису групи, що розпадається. When I get to the bottom I get to the top of the slide / Where I stop and I turn and I go for a ride ... На думці в мене була історія падіння Римської імперії. Це була пісня про розпад і розкладання. |
| — Пол Маккартні. | |

## Запис і випуск
Перша спроба запису була зроблена 18 липня 1968 року, і результатом її виявився 27-хвилинний трек, який втілив у собі всі крайнощі психоделії. «Ми попросили інженерів зробити барабани максимально гучними. Прослухали і вирішили: ні, звучить прісно — потрібно ще гучніше, ще брудніше. Потім прослухали все на тверезу голову і вирішили відправити плівки в кошик», — згадував Пол Маккартні.
Повторно за «Helter Skelter» The Beatles взялися два місяці потому, під керівництвом вже не Джорджа Мартіна, а його 21-річного асистента Кріса Томаса. Протягом 12 годин група записала в цілому 21 версію композиції. «Helter Skelter» записувалася в атмосфері істерики, що межувала з повним божевіллям", — згадував Рінго Старр. За словами Кріса Томаса, Пол верещав і трусився біля мікрофона, а Джордж став бігати з палаючою попільничкою над головою. Крик Старра після вісімнадцятого дубля «У мене на пальцях мозолі!» увійшов у відібрану для альбому (тільки стереомікс) версію пісні. Джон Леннон доповнив какофонію дикою партією тенор-сакса. Колишній гастрольний менеджер Мел Еванс зіграв на трубі. Сесія завершилася о 2 годині ночі. «Helter Skelter» потрапила на першу сторону другого диска «Білого альбому». Інша версія пісні (відредагований другий дубль) вийшла в третій частині «Антології Бітлз» в 1996 році. Другий дубль (тривалістю 12 хвилин) увійшов в ювілейне перевидання «Білого альбому» 2018 року.

## Скандальна популярність
9 серпня 1969 року про пісню раптово заговорив увесь світ: з'ясувалося, що назва пісні (з помилкою: Healter Skelter) вбивці кров'ю написали на стінах особняка на Беверлі-Хіллз. Чарльз Менсон заявив на суді про те, що саме вона надихнула його на вбивство п'ятьох мешканців особняка на Беверлі-Хіллз, серед яких була актриса Шерон Тейт і стиліст Джей Себрінг. Прокурор Вінсент Бульйосі запозичив її назву для заголовка своєї книги-бестселера 1974 року, що розповідала про історію злочинів банди Менсона. Згодом Маккартні не раз намагався «відмити» репутацію Helter Skelter. Він виконав її і в 2005 році на концерті Live 8.

## Кавер-версії
- У 1988 році U2 записали свою версію пісні для концертного відеоальбому «Rattle and Hum». Боно попередив про виконання такими словами: «Цю пісню Чарльз Менсон вкрав у The Beatles; ми крадемо її назад»[9][10].

- У 2018 році 18 липня на пісню був зроблений кавер скандальними шок рокерами Роб Зомбі і Marilyn Manson  це була свого роду дань поваги поп культури минулого сторіччя

## У записі брали участь
- Пол Маккартні — ведучий вокал, ритм — і лідер-гітара, піаніно
- Джон Леннон — бек-вокал, шестиструнний Fender Bass VI, електрична гітара, звукові ефекти (мідні духові інструменти)
- Джордж Гаррісон — бек-вокал, лідер-гітара, слайд-гітара, звукові ефекти
- Рінго Старр — ударні, крики
- Мел Еванс — труба